# Молла Гюрани (квартал на Истанбул)
„Молла Гюрани“ (на турски: Molla Gürani) е квартал на Истанбул, разположен в градска околия Фатих. Общата му площ е 0,45 км2. Според данни на Адресната система за регистриране на населението (ABPRS) към 2024 г. населението на „Молла Гюрани“ е 11 611 жители.